# 2,5-Dimethylanisol
2,5-Dimethylanisol ist eine chemische Verbindung aus der Gruppe der Phenolether.

## Darstellung
2,5-Dimethylanisol ist durch eine Methylierung von 2,5-Dimethylphenol mit Dimethylsulfat im Sinne einer Williamson-Ethersynthese zugänglich.

## Verwendung
2,5-Dimethylanisol findet Verwendung als Kupplungskomponente bei der Herstellung von Azofarbstoffen, beispielsweise 2,5-Dimethyl-4-(4-nitrophenylazo)anisol. Bei dieser Synthese wird 4-Nitroanilin als Diazokomponente mit Natriumnitrit und Salzsäure bei 8–15 °C diazotiert und auf 2,5-Dimethylanisol gekuppelt.